# UFC Fight Night: Namajunas vs. VanZant
UFC Fight Night: Namajunas vs. VanZant (también conocido como UFC Fight Night 80) fue un evento de artes marciales mixtas celebrado por Ultimate Fighting Championship el 10 de diciembre de 2015 en el The Chelsea at The Cosmopolitan, en Las Vegas, Nevada.

## Historia
El evento estelar tenía previsto enfrentar a Paige VanZant frente a Joanne Calderwood. Sin embargo, el 28 de octubre, Calderwood se retiró del combate por una lesión y fue reemplazada por Rose Namajunas.
Lyman Good esperaba enfrentarse a Omari Akhmedov en el evento. Sin embargo, Good se retiró del combate citando en octubre y fue reemplazado por Sérgio Morães.

## Premios extra
Cada peleador recibió un bono de $50,000.
- Pelea de la Noche: Jim Miller vs. Michael Chiesa
- Actuación de la Noche: Rose Namajunas y Tim Means